# رافاييل تيسير
رافاييل تيسير (بالبرتغالية: Rafael Tesser‏) هو لاعب كرة قدم برازيلي في مركز الدفاع، ولد في 16 مايو 1981 في كوريتيبا في البرازيل. لعب مع أتلتيكو مينيرو وريد بل برازيل ونادي إيتوانو ونادي بينيفينتو ونادي تارانتو 1927 ونادي جوينفيل ونادي دينامو تبليسي ونادي كوريتيبا ونادي ليتشي.